# Curt Gasteyger
Curt Walter Gasteyger (* 20. März 1929 in Zürich; † 14. Juli 2020 in Genf) war ein Schweizer Politikwissenschaftler.

## Leben

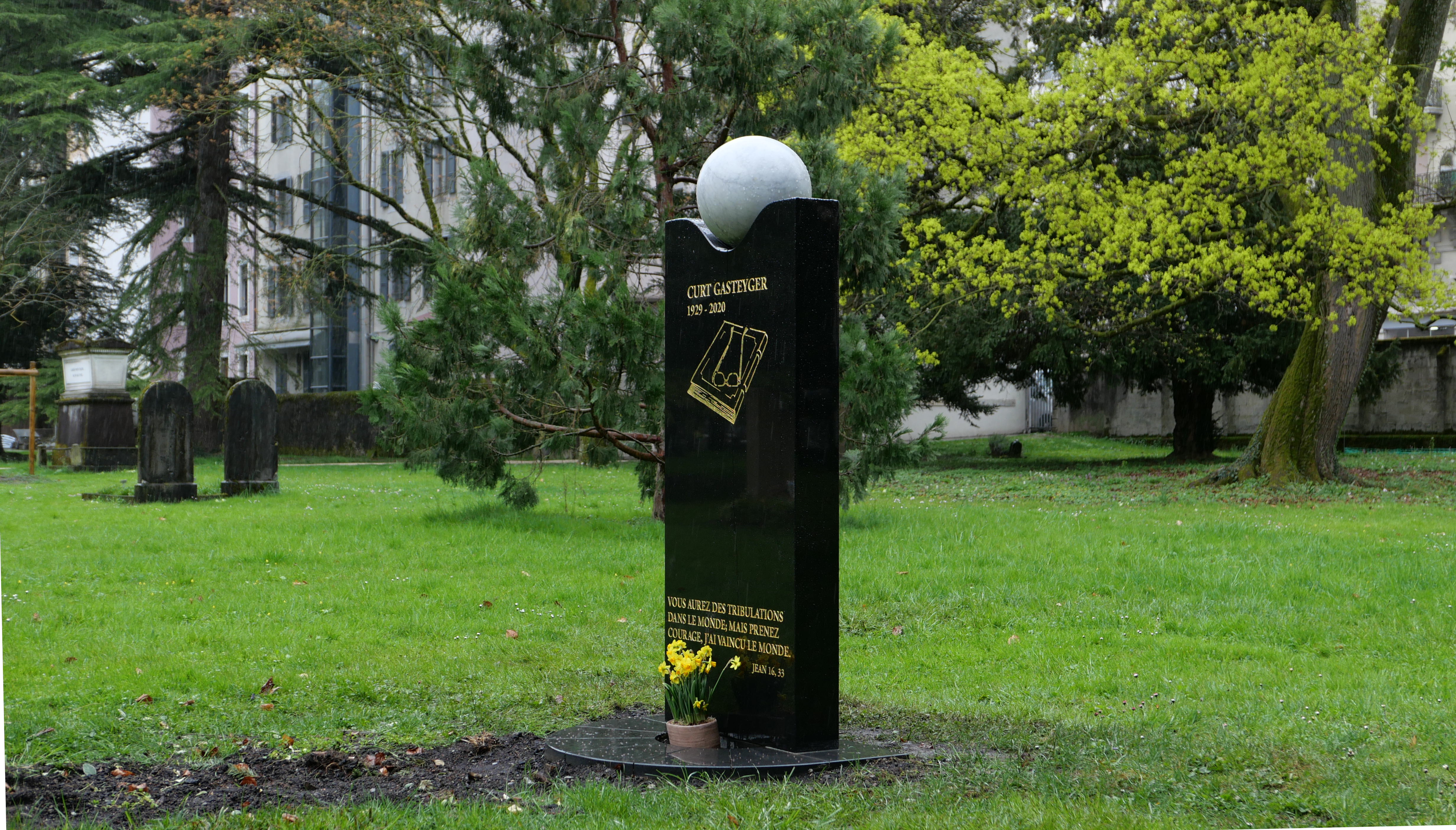
Gasteygers Grab

Nach einem Studium der Rechtswissenschaften an der Universität Zürich war Gasteyger von 1956 bis 1959 am Forschungsinstitut der Deutschen Gesellschaft für Auswärtige Politik in Frankfurt am Main und danach bis 1962 bei der Internationalen Juristenkommission in Genf tätig. Ab 1964 bis 1968 war er Studiendirektor am International Institute for Strategic Studies in London und danach bis 1974 stellvertretender Direktor des Atlantic Institute for international Affairs in Paris. Von 1974 bis 1994 war Gasteyger Professor am Genfer Hochschulinstitut für internationale Studien und dort ebenfalls zwischen 1978 und 1999 Leiter des Programms für Studien der Strategie und internationalen Sicherheit. Seit 1993 und bis 1998 war er Mitglied im Konsultativrat für Abrüstungsfragen der Vereinten Nationen.
2003 wurde Gasteyger mit dem Großen Verdienstkreuz des Verdienstordens der Bundesrepublik Deutschland ausgezeichnet.
Gasteyger ist auf dem Cimetière des Rois (deutsch Friedhof der Könige) begraben, der als Genfer Panthéon gilt.